# Amalie Skram
Bertha Amalie Skram født Alver (født 22. august 1846 i Bergen, død 15. marts 1905 i København) var en norsk forfatter.
Amalie Skram var født og opvokset i Bergen, og allerede som 18-årig blev hun i 1864 gift med den 9 år ældre skibsfører Bernt Müller. Efter 13 år i et ulykkeligt ægteskab, hvor parret nåede at få to sønner, Jacob og skuespilleren Ludvig Müller, søgte Skram skilsmisse og flyttede til Kristiania (Oslo). Her begyndte hun at skrive, og i 1884 flyttede hun til København og blev gift med den danske forfatter Erik Skram. I ægteskabet med Erik Skram fik hun datteren Johanne. At kombinere familielivet og forfatterskabet blev så svært for Amalie Skram, at hun i perioder led af psykiske problemer og til sidst lod sig indlægge på sindssygehospitalet Skt. Hans. I 1899 blev hun separeret.
Hun blev gravlagt på Bispebjerg Kirkegård. Efter hendes ønske skal der på hendes urne have stået: "Dansk borger, dansk undersaat, dansk forfatter". Alligevel er det i norsk litteraturhistorie, hun har fået sin fortjente plads. I 1927 blev hendes grav slettet, og asken flyttet til en fællesgrav, hvor der i dag er opstillet et mindesmærke for hende.

## Forfatterskab
Amalie Skram var knyttet til den naturalistiske retning i litteraturen, hvor menneskene fremstilles som produkt af arv og miljø. Naturalisterne skildrede virkeligheden nærmest fotografisk, og lagde stor vægt på detaljer. Skram gik meget langt i sine virkelighedsbeskrivelser. Hun ville grave sandheden frem om, hvad der foregik i soveværelser, lukafer og sjofle knejper. I tråd med naturalisternes litterære program mente hun, at arv virker bestemmende for menneskets muligheder til at handle frit; og personerne i hendes hovedværk Hellemyrsfolket (bestående af Sjur Gabriel, To venner, S.G. Myhre og Afkom) taber da også kampen for at rejse sig fra fattigdommen og de kår, de er født ind i.
Amalie Skram var optaget af kvindens stilling og den seksuelle dobbeltmoral. Hun skrev fire ægteskabsromaner: Debuten Constance Ring, efterfulgt af Lucie, Fru Inés og Forraadt, der alle fire omhandler ægteskabet i et patriarkalsk samfund, set fra kvindens synsvinkel.
I dag er hun mest kendt for slægtssagaen Hellemyrsfolket, der handler om en familie oprindeligt fra Hellemyren (helle = stenflise, myren = mosen) i Bergens udkant. Selvom Skrams Hellemyr er fiktiv, regnes nogle ruiner bag højhusene i bydelen Lønborg i dag som stedet, hun havde i tankerne. Firebindsværket har også været opført som musical.
Hendes ældre, norske forfatterkollega Bjørnstjerne Bjørnson ville først ikke læse «Hellebergsfolket», som han kaldte Hellemyrsfolket, men da Amalie Skram røbede sin skuffelse, læste han dem alligevel. Han syntes dog, hun skrev for meget om dystre emner, og Forraadt kaldte han derfor Fortabt.
Flere af hendes romaner er selvbiografiske, såsom Constance Ring, Professor Hieronimus og Paa St. Jørgen. For Constance Ring betalte Amalie Skram selv udgifterne med at få bogen trykt. Den forelå færdig, da forlægger Frederik Hegel standsede projektet. Han havde fået bogen anbefalet af Erik Skram uden selv at have læst den. Da han nu læste den i korrektur, forlangte han den straks standset pga. dens realistiske scener. I 1885 udkom romanen i Norge. Bjørnstjerne Bjørnson skuffede Amalie Skram dybt ved ikke at ville læse den; han var faktisk rasende. Men Arne Garborg var begejstret for hendes bog, selvom han mente, den også var fuld af fejl, for "tre forførte tjenestepiger på ét bræt er for meget".
Professor Hieronimus er Amalie Skrams offentlige angreb på dr. Knud Pontoppidans omdiskuterede patientbehandling, vakte skandale og medvirkede til hans afgang. Paa St. Jørgen er en skildring af Amalie Skrams ophold på Skt. Hans.
I 1895, da Bjørnson og hans kone Karoline opholdt sig i Rom, ville Bjørnson gerne have Amalie Skram på besøg, men Karoline brød sig ikke om at skulle have Skram boende. De to kvinder var begge fra Bergen, og Karoline Bjørnson kendte udmærket til Skrams beskedne baggrund, med en far, der drev en kælderbutik i Cort Piilsmuget 1, hvor familien boede: "Hun er jo også kommet lige nede fra kælderen - da hænder det, at man ikke kan gå på bonede gulve."

## Sidste år
I 1893 besøgte hun Bergen og skrev derfra til sin mand: "Barnet som skulle komme, er ikke mere", så hun har aborteret. Hun fik kronisk hoste og en smertefuld årebetændelse i benet, og var knust over tabet af sin bror Ludvig. I 1898 fik hun dog endelig udgivet det sidste bind af Hellemyrsfolket. Ægteskabet skrantede, så parret gik hver til sit i 1900. Samme år udkom Julehelg, inspireret af Ludvigs dagbog om kærlighed, der ikke kan leves ud. En morgen, da datteren Johanne skulle i skole, gav hendes mor hende besked om, at hun ikke ville vækkes, hvis hun lå og sov, når datteren kom hjem igen. Sådan sov hun ind i døden, udslidt af pengebekymringer og dårligt helbred. Sandsynligvis var det ikke et selvmord, da Skram var nært knyttet til sin datter og ønskede at være der for hende. Men Skram tog både opium og morfin for sin hoste. Dertil blev hun påtvunget bromkalium som sovemiddel, mens hun var indlagt, selv om midlet er vanedannende og har bivirkninger, så hun havde bedt om at slippe. Men overmedicinering var udbredt på 6. afdeling, og for Amalie Skram blev det fatalt.

## Sagt om Amalie Skram
Den dansk-tyske Laura Marholm (1854-1928) skrev i sin Kvindernes bog et essay om Amalie, hvor det forlød, at "Amalie Skram blev først sig selv, blev natur, blev kunstner, da hun blev lykkelig gift, blev den "underlegne"." Efter det omtalte Amalie hende som "Laura Marsvin". Viggo Hørup blev ligeså forarget og skrev: "Hvorfor skulde De være underlegen? Og hvor falder det Menneske paa, at en Kvinde bliver underlegen, fordi hun er blevet lykkelig gift?"
Nils Collett Vogt skrev om Amalie Skram:
En livsdag hun måler med trøstesløst blik. Min kunst er min kval.
Kun i den har jeg hjemme.